# Chrysotus apicalis
Chrysotus apicalis är en tvåvingeart som beskrevs av Aldrich 1896. Chrysotus apicalis ingår i släktet Chrysotus och familjen styltflugor. Inga underarter finns listade i Catalogue of Life.